# Bennetot
Bennetot is een dorp en voormalige gemeente in de Franse gemeente Terres-de-Caux in het departement Seine-Maritime in de regio Normandië. De voormalige gemeente telt 178 inwoners (2014). De plaats maakt deel uit van het arrondissement Le Havre.

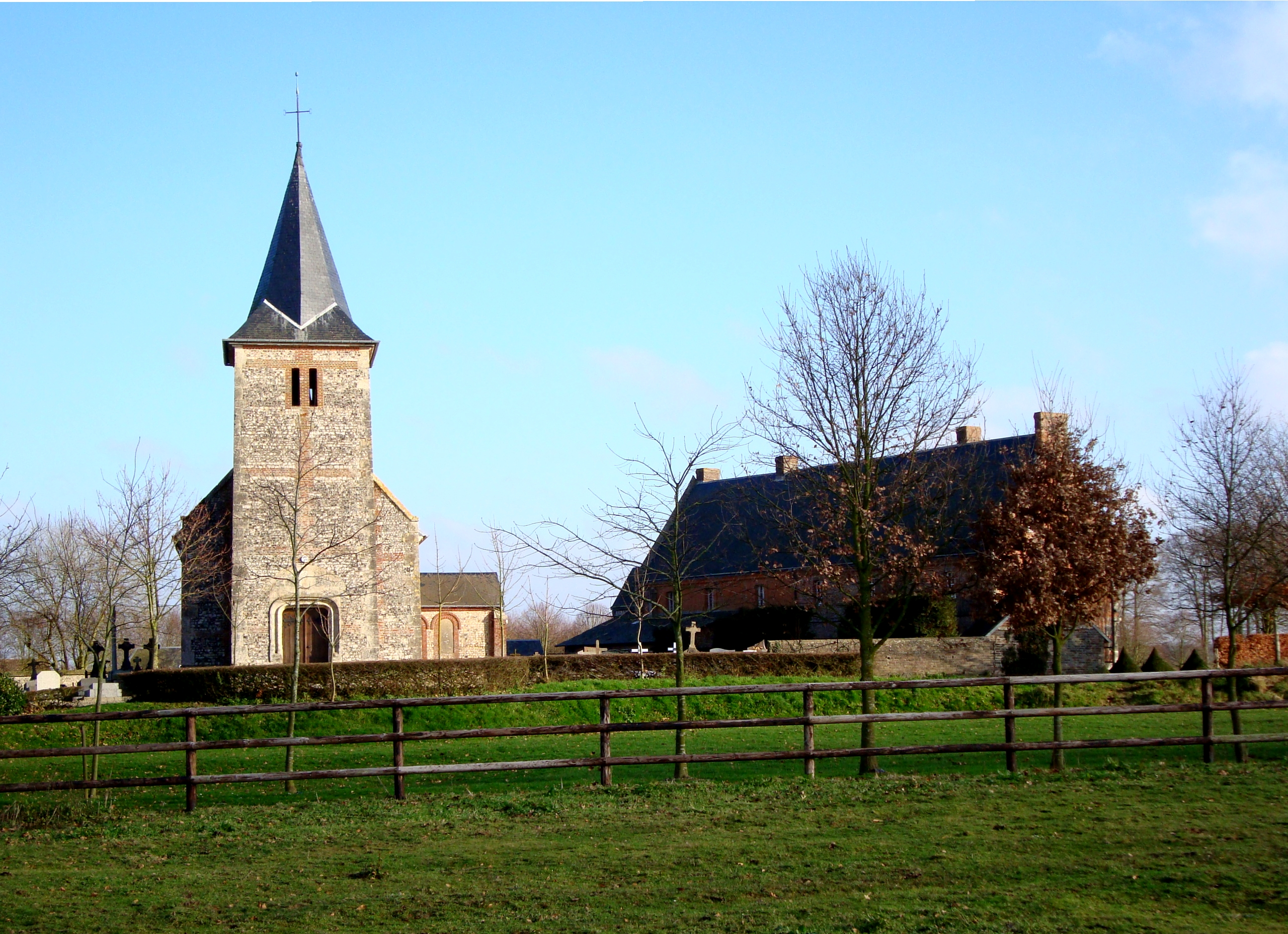
Dorpscentrum met de Église Saint-André et Saint-Eutrope

## Geschiedenis
Oude vermeldingen van de plaats gaan terug tot 1032-1035 als Bernetot. De 18de-eeuwse Cassinikaart toont hier de parochie als Bernetot, dit Bennetot.
Op het eind van het ancien régime eind 18de eeuw, toen de gemeenten werden gecreëerd, werd Bennetot een gemeente.
De gemeente maakte deel uit van het kanton Fauville-en-Caux tot dit op 22 maart 2015 werd opgeheven en de gemeenten werden opgenomen in het kanton Saint-Valery-en-Caux.
Op 1 januari 2017 fuseerde Bennetot met Auzouville-Auberbosc, Bermonville, Fauville-en-Caux, Ricarville, Saint-Pierre-Lavis en Sainte-Marguerite-sur-Fauville tot de commune nouvelle Terres-de-Caux.

## Geografie
De oppervlakte van Bennetot bedraagt 4,58 km², de bevolkingsdichtheid is 39 inwoners per km².
Naast het dorpscentrum leggen in Bennetot nog een aantal gehuchtjes, waaronder Le Boos.
De onderstaande kaart toont de ligging van Bennetot met de belangrijkste infrastructuur en aangrenzende gemeenten.

## Bezienswaardigheden
- De Église Saint-André et Saint-Eutrope
- Het Manoir de Vertot, een manoir uit de 16de eeuw, ingeschreven als monument historique

## Demografie
Onderstaande figuur toont het verloop van het inwonertal.
Deelgemeenten: Auzouville-Auberbosc · Bennetot · Bermonville · Fauville-en-Caux · Ricarville · Sainte-Marguerite-sur-Fauville · Saint-Pierre-Lavis

Overige plaatsen: Auberbosc · Le Beau Soleil · Le Boos · Le Bout Joyeux · La Chaussée de Saint-Pierre · Joyeux (Auzouville-Auberbosc · La Londe · Roncherolles